# Кьянки, Эмилио
Эмилио Кьянки (итал. Emilio Cianchi; 21 марта 1833, Флоренция, великое герцогство Тоскана — 24 декабря 1890, Флоренция, королевство Италия) — итальянский композитор.

## Биография
Эмилио Кьянки родился 21 марта 1833 года во Флоренции, в великом герцогстве Тоскана у Джованни Кьянки и Анны Соттани. Дебютировал ораторией «Юдифь» (итал. Giuditta) в церкви Святого Иоанна Сколопийцев во Флоренции 26 февраля 1854 года. Произведение было благосклонно принято критиками. 14 июня 1855 года в театре Пальяно во Флоренции состоялась премьера его первой оперы «Юность Сальватора Розы» (итал. La gioventù di Salvator Rosa) по либретто Джованни Баттисты Кановы. Постановка имела оглушительный успех. Великий герцог Леопольдо II Тосканский выплатил автору вознаграждение и заказал новую оперу. Эмилио Кьянки получил назначение на место адъюнкт-профессора в Институте музыки и Академии изящных искусств во Флоренции.
17 января. 1856 года на сцене того же театра Пальяно публике была представлена его опера «Акробат» (итал. Il saltimbanco) по либретто Джованни Баттисты Кановы, которая также получила признание у публики и критики. Однако следующая опера «Месть» (итал. Una vendetta) по либретто Джузеппе Пьери, премьера которой прошла в театре Фердинандо во Флоренции 10 ноября 1857 года была принята прохладно. Опера же «Лев Исавр» (итал. Leone Isauro) по либретто Пьетро Раффаэли, поставленная 25 марта 1862 года в Королевском театре Турина и 21 апреля 1862 года — в миланском театре «Ла Скала», стала последним сценическим произведением композитора. Если в Турине благодаря таланту исполнителей премьера имела успех, то в Милане постановка провалилась и подверглась суровой критике.
После этого Эмилио Кьянки занимался сочинением исключительно церковной и камерной музыки. В сентябре 1867 года его избрали секретарём в Институте музыки во Флоренции, где он приобрёл известность как талантливый лектор. В 1873 году написал реквием, посвятив его памяти покойного короля Сардинии Карло Альберто Савойского. Произведение имело успех.
В 1888 году композитор подал в отставку с места секретаря в Институте музыки, но остался секретарём в Академии изящных искусств. Он умер 24 декабря 1890 года во Флоренции (королевство Италия).

## Творческое наследие
Творческое наследие композитора включает 4 оперы, 1 ораторию и многочисленные сочинения церковной и камерной музыки.